# The Politics of Individualism
The Politics of Individualism: Liberalism, Liberal Feminism, and Anarchism est un essai de science politique publié en 1993 par L. Susan Brown concernant le féminisme, l'anarchisme et le libéralisme.

## Notions présentes dans l'ouvrage
L. Susan Brown commence par remarquer que les théories du libéralisme et de l'anarchisme semblent, par moments, partager des composantes similaires, mais, à d'autres, être diamétralement opposées. 

### Individualisme existentiel vs individualisme instrumental
Elle argumente que ce qu'ils ont en commun est « l'individualisme existentiel », le fait de croire à la liberté pour l'amour de la liberté. Elle note pourtant que dans le libéralisme existe aussi une notion d' « individualisme instrumental », entendant par là la liberté de satisfaire des intérêts individuels. Brown démontre que ce dernier annule les effets du premier, car il donne aux individus la liberté de contrer la liberté d'autres individus en poursuivant des buts particuliers. D'un autre côté, l'individualisme instrumental requiert un certain degré d'individualisme existentiel pour se maintenir.

### Place de l'individualisme dans des œuvres philophiques majeures
« Tandis que la vision populaire de l'anarchisme est celle d'un mouvement violent, anti-État, l'anarchisme est une tradition bien plus subtile et nuancée qu'une simple opposition au pouvoir gouvernemental. Les anarchistes s'opposent à l'idée que le pouvoir et la domination sont nécessaires, et prônent à la place plus de solidarité, et une forme anti-hiérarchique des organisations sociales, politiques, et économiques. » - The Politics of Individualism, p.106.
Brown examine ensuite comment ces idées d'individualisme ont été utilisées dans les écrits féministes et libéraux de John Stuart Mill, Betty Friedan, Janet Radcliffe Richards, et Carole Pateman.
Elle pense que l'individualisme exprimé dans certains passages des écrits de ces auteurs et autrices sont de fait contrés par des notions d'individualisme instrumental dans d'autres passages.
Elle regarde ensuite comment la notion d'individualisme est utilisé chez des anarchistes tels que Emma Goldman et Alexandre Berkman, et pensent qu'ils maintiennent une certaine cohérence au niveau de l'individualisme existentiel.
Elle pense que ce n'est toutefois pas le cas chez d'autres anarchistes comme Pierre-Joseph Proudhon, Pierre Kropotkine, Mikhaïl Bakounine, et Murray Bookchin, qui au lieu de penser les individus comme  libres existentiellement de créer leurs propres destinées, élaborent d'autres moyens pour expliquer comment une telle société devrait fonctionner. Elle qualifie d'inutiles notamment les efforts de Kropotkine et Bakounine pour définir la nature humaine comme intrinsèquement coopérative, car elle voit  la nature humaine soit comme inexistante ou alors construite socialement.
Brown considère que l'existentialisme est une meilleure alternative car elle permet aux anarchistes de « faire glisser le débat loin de la nature humaine avec tous ses problèmes inhérents, pour se rapprocher vers des considérations expliquant comment créer davantage de liberté pour nous-mêmes et pour les autres ».
Elle examine ensuite les travaux existentialistes de Simone de Beauvoir, considérant que sa vision du monde créé par des personnes humaines est compatible avec l'anarchisme.

### Conclusions
Elle termine en argumentant que l'anarchisme doit être féministe ou bien cesser d'être de l'anarchisme, et que les anarchistes qui ne sont pas féministes compromettent seulement leur engagement anarchiste en ignorant la domination des femmes par les hommes.
Brown argumente que ce n'est pas seulement vrai pour ce qui concerne les problématiques féministes, mais également toute forme de politiques identitaires.  Bien qu'elle ne pense pas que le féminisme doive être anarchiste, elle est d'avis que l'anarchisme a beaucoup à offrir au féminisme en tant que mouvement.
La chose selon elle est vraie également pour l'anarchisme, qui en général ne prend pas suffisamment en compte les vues féministes sur l'éducation des enfants. Par exemple  l'idée d'élever des enfants séparément de leurs parents pour qu'ils soient éduqués de façon non hiérarchique par une communauté est une voie encore peu considérée par les anarchistes.

## Critiques
Le livre a notamment été critiqué par Murray Bookchin,.